# Fantaghiro
Fantaghiro (wł. Fantaghirò) – włoski film z 1991 roku, składający się z dwóch części. Film oparty jest na motywach ludowej baśni toskańskiej, opowiada o życiu księżniczki Fantaghiro, która jak mężczyzna potrafi władać mieczem i walczy ze złem. W Polsce film też znany jest pod alternatywnym tytułem Jaskinia złotej róży. Sukces filmu zaowocował powstaniem serii sequeli Fantaghiro opowiadających o dalszych losach księżniczki.

## Fabuła
Między dwoma królestwami toczy się wieloletnia wojna. W jednym z nich tron obejmuje młody król Romualdo. Chce on zakończyć konflikt. Składa staremu królowi z sąsiedniego królestwa ofertę, by najdzielniejszy z jego rycerzy stanął z nim do pojedynku. Jeśli ten rycerz zwycięży go – uzna się za pokonanego w wojnie. W przeciwnym wypadku – to król będzie musiał poddać się Romualdowi. Król przyjmuje wyzwanie, jednak wróżbici, których się radzi informują go, że tylko jego potomek może pokonać Romualdo. Ponieważ król nie ma syna do walki wysyła swoją córkę Fantaghiro, która w przeciwieństwie do sióstr umie dobrze władać mieczem. Jednak wkrótce Fantaghiro zakochuje się w młodym królu, a Romualdo zaczyna podejrzewać, że ów rycerz w zbroi jest w rzeczywistości kobietą.

## Obsada
- Alessandra Martines – Fantaghiro
- Kim Rossi Stuart – Romualdo
- Stefano Davanzati – Cataldo
- Jean-Pierre Cassel – Generał
- Ángela Molina – Biała Wróżka
- Mario Adorf – Król
- Tomáš Valík – Ivaldo
- Ornella Marcucci – Catherine
- Kateřina Brožová – Caroline